# Buffalo City
Buffalo City – miasto w Stanach Zjednoczonych, w stanie Wisconsin, w hrabstwie Buffalo.